# Time & Again
Time & Again war eine Dokumentationsserie des US-amerikanischen Senders MSNBC, die vor allem im Zeitraum 1996–2002 weltweit ausgestrahlt wurde.
In Time & Again wurden ältere und historische Ereignisse aufgegriffen und intensiv betrachtet, teilweise unter Einbeziehung aktueller Stellungnahmen, Interviews, Entwicklungen oder Geschehnissen.
Time & Again wurde auch in Deutschland über NBC Europe sowie den SuperChannel verbreitet.